# کلوپ ویرجین
کلوپ ویرجین (به انگلیسی: Virgins club) یکی باشگاه‌های برهنگی مشهور شهر مسکو در روسیه است . کلوپ ویرجین در خیابان مارکسیست ، خیابان نووسلینسکی ، خیابان ورونتسکایا بلوک ۳۴ قرار دارد . این باشگاه شرایط را برای ملاقات با زنان زیبای روسی در تعطیلات آخر هفته فراهم می‌کند و مشتریان در ازای پرداخت ۱۵۰۰۰ روبل وارد کلوپ شوند . پس ورود بر روی میز شما شمع قرار می‌گیرد تا زمانی که شمع می‌سوزد شما می‌توانید از فضای کلوپ لذت ببرید . هزینه رقص خصوصی در ازای هر ۵ دقیقه ۱۵۰۰ تا ۳۰۰۰ روبل است مشتریان نمی‌توانند تماس جنسی بر قرار کنند ولی رقصنده می‌تواند با آلت تناسلی مشتری بازی کند . 